# Massimo Pigliucci
Massimo Pigliucci (Monrovia, 16 gennaio 1964) è un filosofo, blogger e divulgatore scientifico italiano naturalizzato statunitense.
Pigliucci è professore di filosofia al CUNY-City College di New York,  è stato co-conduttore del podcast Rationally Speaking (Parlando razionalmente) e redattore capo della rivista online Scientia Salon. Pigliucci è un deciso critico della pseudoscienza e del creazionismo ed un sostenitore del secolarismo e dell'educazione scientifica, nonché per un periodo esponente dello "stoicismo moderno".

## Biografia
Pigliucci è nato a Monrovia, Liberia, ma è cresciuto a Roma. Ha conseguito il dottorato in genetica all'Università degli Studi di Ferrara, Italia, un Ph. D. in biologia dell'Università del Connecticut e un Ph. D. in filosofia della scienza dall'Università del Tennessee.; è socio di American Association for the Advancement of Science (Associazione americana per l'avanzamento della scienza) e di Committee for Skeptical Inquiry.
Pigliucci è stato professore di ecologia e evoluzione all'Università di Stony Brook compiendo ricerche sulla plasticità fenotipica, le interazioni genotipo-ambiente, la selezione naturale e i vincoli imposti sulla selezione naturale da parte del corredo genetico e dello sviluppo degli organismi. Nel 1997, ha ricevuto il premio Theodosius Dobzhansky, conferito annualmente dalla Society for the Study of Evolution (Associazione per lo studio dell'evoluzione). Come filosofo, si è interessato alla struttura e ai fondamenti della teoria dell'evoluzione, alla relazione tra scienza e filosofia e alla relazione tra la scienza e la religione ed è un sostenitore della sintesi evolutiva estesa.
Pigliucci scrive regolarmente sullo Skeptical Inquirer sui temi di negazionismo o scetticismo del cambiamento climatico, disegno intelligente, pseudoscienza e filosofia. Ha scritto per Philosophy Now e ha un blog intitolato "Rationally Speaking (Parlando razionalmente)". Ha contrastato "i negazionisti dell'evoluzione" (creazionismo della Terra Giovane e sostenitori del disegno intelligente), tra cui i creazionisti della terra giovane Duane Gish e Kent Hovind, i sostenitori del disegno intelligente William Dembski e Jonathan Wells, in molte occasioni.

## Pensiero critico e scetticismo scientifico

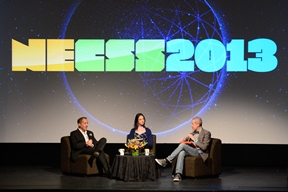
Michael Shermer, Julia Galef e Massimo Pigliucci durante una registrazione dal vivo a Northeast Conference on Science and Skepticism (Conferenza del nord-est sulla scienza e sullo scetticismo), 2013

Pur essendo ateo, Pigliucci non crede che la scienza richieda di essere atei, se si ammettono due distinzioni:
la distinzione tra naturalismo metodologico e naturalismo filosofico e la distinzione tra giudizi di valore e le questioni di fatto. Crede che molti scienziati ed insegnanti di scienze non apprezzino tali differenze.  Pigliucci ha criticato gli scrittori Nuovi Atei per aver sostenuto quello che lui considera scientismo (sebbene escluda il filosofo Daniel Dennett da questa accusa).  In una discussione del suo libro Answers for Aristotle: How science and philosophy can lead us to a more meaningful life (Risposte per Aristotele: come la scienza e la filosofia possono condurci ad una vita più ricca di significato), Pigliucci ha detto al conduttore del podcast Skepticality, Derek Colanduno, “Aristotele era il primo pensatore antico a prendere sul serio l'idea che hai bisogno di fatti empirici, e che hai bisogno di un approccio basato sull'evidenza nel mondo, e che devi essere in grado di riflettere sul significato di quei fatti....Se vuoi delle risposte a delle domande morali, non chiedi al neurobiologo, non chiedi al biologo dell'evoluzione, chiedi al filosofo.”
Pigliucci descrive la missione degli scettici, facendo riferimento al libro di Carl Sagan Il mondo infestato dai demoni: La scienza e il nuovo oscurantismo dicendo “Ciò che fanno gli scettici è tenere accesa quella candela e cercare di diffonderla il più possibile.” Pigliucci fa parte del consiglio di NYC Skeptics e fa parte del comitato consultivo di Secular Coalition for America (Coalizione secolare per l'America).
Nel 2001, ha preso parte a un dibattito sull'esistenza di Dio con William Lane Craig.
Massimo Pigliucci ha criticato l'articolo di giornale di Papa Francesco intitolato Un dialogo aperto con i non-credenti (An open dialogue with non-believers). Secondo Pigliucci l'articolo assomigliava più ad un monologo che ad un dialogo, e ha indirizzato una risposta personale a Papa Francesco nella quale ha scritto che il papa ha solo offerto ai non-credenti «una riaffermazione di fantasie senza fondamento riguardo a Dio e a suo Figlio...seguite da affermazioni confuse tra il concetto d'amore e di verità, il tutto condito da una significativa dose di revisionismo storico e negazione degli aspetti più brutti della tua Chiesa (noterai che non ho nemmeno menzionato la pedofilia!)».

### Rationally Speaking
Nell'agosto 2000 Pigliucci ha iniziato una rubrica su internet intitolata Rationally Speaking (Parlando razionalmente). Nell'agosto 2005, la rubrica è diventata un blog,  dove ha scritto fino a marzo 2014. Dal 1º febbraio 2010 Pigliucci co-conduce il podcast bi-settimanale Rationally Speaking con Julia Galef, che ha conosciuto al Northeast Conference on Science and Skepticism (Conferenza del nord-est sulla scienza e sullo scetticismo), tenuta nel settembre 2009. Il podcast è prodotto da New York City skeptics (Scettici della città di New York). Il programma vede la partecipazione di ricercatori, divulgatori scientifici ed insegnanti per presentare libri o discutere di temi di attualità su temi di filosofia e scienza. In una puntata del 2010, Neil deGrasse Tyson descrisse la necessità di finanziare con denaro pubblico i programmi spaziali. La trascrizione della puntata venne poi pubblicata nel libro Space Chronicles (Cronache Spaziali). In un altro episodio Tyson spiegò la propria opinione sul significato di essere ateo, poi commentata in una trasmissione di NPR. Pigliucci ha poi lasciato il podcast per dedicarsi ad altri interessi.

## Libri

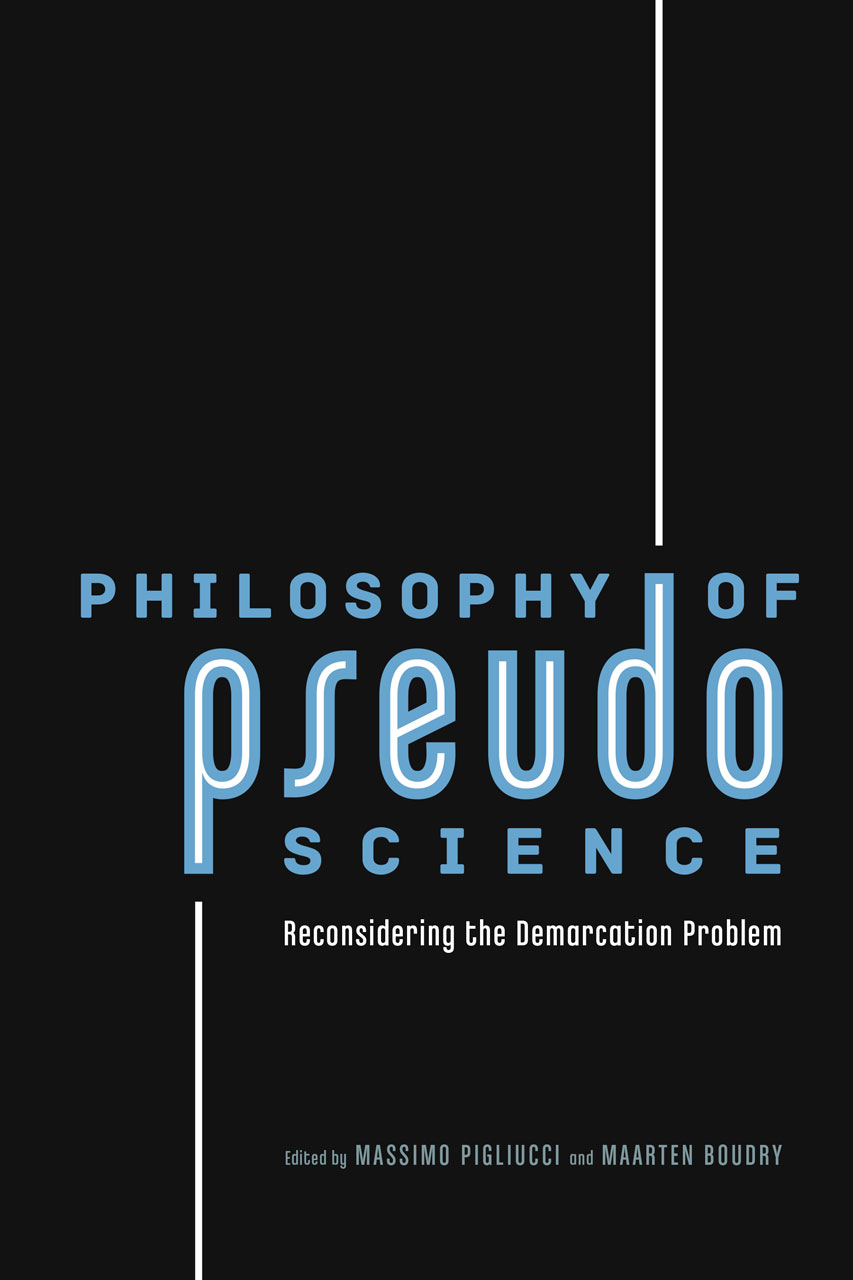
Copertina di Philosophy of Pseudoscience

- (EN) Schlichting, Carl e Pigliucci, Massimo, Phenotypic evolution : a reaction norm perspective, Sunderland, Mass., Sinauer, 1998.
- (EN) Pigliucci, Massimo, Tales of the Rational : Skeptical Essays About Nature and Science, Freethought Press, 2000, ISBN 978-1-887392-11-2.
- (EN) Pigliucci, Massimo, Phenotypic Plasticity: Beyond Nature and Nurture , Johns Hopkins University Press, 2001, ISBN 978-0-8018-6788-0.
- (EN) Pigliucci, Massimo, Denying Evolution: Creationism, Scientism, and the Nature of Science, Sinauer, 2002, ISBN 0-87893-659-9.
- (EN) Pigliucci, Massimo e Preston, Katherine, Phenotypic Integration: Studying the Ecology and Evolution of Complex Phenotypes, Oxford University Press, 2004, ISBN 978-0-19-516043-7.
- (EN) Pigliucci, Massimo e Kaplan, Jonathan, Making Sense of Evolution: The Conceptual Foundations of Evolutionary Biology , University of Chicago Press, 2006, ISBN 978-0-226-66837-6.
- (EN) Pigliucci, Massimo e Muller, Gerd B., Evolution: The Extended Synthesis, MIT Press, 2010, ISBN 978-0-262-51367-8.
- (EN) Pigliucci, Massimo, Nonsense on Stilts: How to Tell Science from Bunk, University of Chicago Press, 2010, ISBN 978-0-226-66786-7.
- (EN) Pigliucci, Massimo, Answers for Aristotle: How Science and Philosophy Can Lead Us to a More Meaningful Life, Basic Books, 2012, ISBN 978-0-465-02138-3.
- (EN) Pigliucci, Massimo e Boudry, Maarten, Philosophy of Pseudoscience: Reconsidering the Demarcation Problem, University of Chicago Press, 2013, ISBN 978-0-226-05196-3.
- Come essere stoici: Riscoprire la spiritualità degli antichi per vivere una vita moderna, Garzanti 2015
- Stoicismo: Esercizi spirituali per un anno, 2020, con Gregory Lopez

### Articoli
Di seguito sono pochi articoli di Pigliucci. 
- (EN) M. Pigliucci, Is evolutionary psychology a pseudoscience?, in Skeptical Inquirer, vol. 30, n. 2, 2006,  pp. 23-24.
- (EN) M. Pigliucci, Science and fundamentalism, in EMBO reports, vol. 6, n. 12, 2005,  pp. 1106-1109, DOI:10.1038/sj.embor.7400589.
- (EN) M. Pigliucci, The power and perils of metaphors in science, in Skeptical Inquirer, vol. 29, n. 5, 2005,  pp. 20-21.
- (EN) M. Pigliucci, What is philosophy of science good for?, in Philosophy Now, vol. 44, gennaio-febbraio 2004,  p. 45.
- (EN) Pigliucci M, Banta J, Bossu C, Crouse P, Dexter T, Hansknecht K e Muth N, The alleged fallacies of evolutionary theory, in Philosophy Now, vol. 46, maggio-giugno 2004,  pp. 36-39.

Altri articoli si possono trovare sui siti web personali  (vedere "Collegamenti esterni" sotto).